# Egon Klepsch
Egon Alfred Klepsch (ur. 30 stycznia 1930 w Bodenbach, zm. 18 września 2010 w Koblencji) – niemiecki polityk, działacz Unii Chrześcijańsko-Demokratycznej (CDU), przewodniczący Parlamentu Europejskiego w latach 1992–1994.

## Życiorys
Pochodził z rodziny Niemców sudeckich, urodził się na terytorium Czechosłowacji. Studiował geografię i historię. W latach 1955–1959 pracował jako urzędnik w resorcie spraw zagranicznych, następnie do 1964 jako nauczyciel w szkole wojskowej. Zaangażował się w działalność polityczną w ramach niemieckiej chadecji. W latach 1963–1969 był federalnym przewodniczącym Junge Union – organizacji młodzieżowej CDU. Od 1964 do 1970 był natomiast przewodniczącym europejskiej młodzieżówki chadeckiej. W latach 1964–1965 zatrudniony w urzędzie kanclerskim. Przez następne 15 lat sprawował mandat posła do Bundestagu.
W latach 1973–1979 był deputowanym do PE z rekomendacji parlamentu krajowego. Po wprowadzeniu wyborów powszechnych trzykrotnie uzyskiwał mandat, zasiadając w Europarlamencie I, II i III kadencji w latach 1979–1994. Od stycznia 1992 do lipca 1994 wykonywał obowiązki przewodniczącego PE III kadencji. W latach 1977–1982 i 1984–1992 był przewodniczącym frakcji Europejskiej Partii Ludowej. Po odejściu z PE zajmował się działalnością doradczą.
Był także przewodniczącym proeuropejskiej organizacji Europa-Union Deutschland (1989–1997) i długoletnim członkiem władz Fundacji Konrada Adenauera.